# MaameYaa Boafo
MaameYaa Boafo (pronunciado "Mah-Mih-Yah Bwafoh") es una actriz y comediante ghanesa nacida en Pakistán.

## Biografía
Boafo nació en Pakistán. Es de etnia Ashanti (Ghana). Se crio en Sudán, Etiopía, Ginebra y Kenia, pero tiene ciudadana ghanesa. En 2001, después de graduarse de secundaria, viajó a los Estados Unidos continuar sus estudios. Después de graduarse del Hood College en 2005, recibió una beca para estudiar actuación en la Universidad Rutgers y obtuvo su maestría en 2019.
Debutó como actriz en el cortometraje de 2012 Asa, A Beautiful Girl. En 2014, comenzó a interpretar a Nana Yaa en la serie de Nicole Amarteifio An African City. Boafo, cuyo personaje es similar al de Carrie Bradshaw, considera que el programa es más político que Sex and the City. También en 2014, protagonizó Bus Nut, un cortometraje experimental, estrenado en el Festival de Cine de San Francisco.
En 2015, obtuvo un pequeño papel en The Family Fang. Apareció en los cortometrajes New York, I Love You y Olive en 2016. De 2017 a 2018, interpretó a Paulina en la obra School Girls. Fue nominada al premio Lucille Lortell, Los Angeles Drama Circle al mejor actor, y recibió el premio Drama Desk por su actuación. En 2018, interpretó a una paciente con VIH en un episodio de Chicago Med. En el 2019, interpretó a la investigadora privada Briana Logan en la serie de televisión Bluff City Law y en 2020, a Zainab en la serie de televisión Ramy.
Además de inglés, habla twi.

## Filmografía
| Año  | Título                    | Personaje                |
| ---- | ------------------------- | ------------------------ |
| 2012 | Asa, A Beautiful Girl     | Asa Kolawole             |
| 2012 | Tied & True               | Roda                     |
| 2012 | Azure II                  |                          |
| 2014 | When It All Falls Down... | Dominique                |
| 2014 | Bus Nut                   |                          |
| 2015 | The Family Fang           | Estudiante universitaria |
| 2016 | New York, I Love You      | Viviane                  |
| 2016 | Olive                     | Ava Nuyame               |
| 2017 | Where Is Kyra?            | Casey                    |
| 2017 | The Blue Car              | Madre                    |
| 2017 | Ibrahim                   | Aminata                  |

| Año          | Título                          | Personaje      | Notas                                                     |
| ------------ | ------------------------------- | -------------- | --------------------------------------------------------- |
| 2013–2018    | Thru 25                         | Cassie         | 10 episodios                                              |
| 2014         | Madam Secretary                 | Komoyo         | Episodio: "The Call"                                      |
| 2014         | An African City                 | Nana Yaa       | elenco principal                                          |
| 2014–2015    | Deadstar                        | Charice        | 2 episodios                                               |
| 2015         | American Odyssey                | Desk clerk     | Episodio: "Bug Out"                                       |
| 2015         | The Blacklist                   | Lucinda        | Episodio: "Marvin Gerard (No. 80)"                        |
| 2015         | The Mysteries of Laura          | Kimmie         | Episodio: "The Mystery of the Maternal Instinct"          |
| 2016         | Conversating While Black        | Renee          | Piloto de televisión                                      |
| 2016         | Beyond Complicated              | Camilla        | Episodio: "As Told By Her 103"                            |
| 2017         | Iron Fist                       | recepcionista  | Episodio: "Snow Gives Way"                                |
| 2018         | Chicago Med                     | Abena Kwemo    | Episodio: "Mountains and Molehills"                       |
| 2019         | Theater Close Up                | Paulina        | Episodio: "School Girls; or, The African Mean Girls Play" |
| 2019         | Bluff City Law                  | Briana Johnson | elenco principal                                          |
| 2020         | Ramy                            | Zainab         | Recurrente (temporada 2)                                  |
| 2021–present | The Mysterious Benedict Society | Rhonda Kazembe | elenco principal                                          |